# Lucas Bachelier
Pour les articles homonymes, voir Bachelier.

a Compétitions nationales et continentales officielles uniquement.

b Matchs officiels uniquement.
Dernière mise à jour le 16 juin 2025.
Lucas Bachelier, né le 26 mars 1995, est un joueur français de rugby à XV qui évolue au poste de troisième ligne aile.

## Carrière
Lucas Bachelier est le capitaine de l'équipe de France des moins de 20 ans en 2015,.
Il fait ses débuts professionnels avec l'USA Perpignan en mars 2015, face à Béziers. Il signe son premier contrat professionnel avec l'USAP en novembre 2016.
Gravement blessé lors d'un match à Colomiers en janvier 2017, il manque la fin de la saison ainsi que l'intégralité de la suivante et ne peut participer au titre de son club.
En novembre 2021, il est invité dans l'équipe des Barbarians français pour affronter les Tonga au Matmut Stadium Gerland de Lyon. Les Baa-Baas s'impose 42 à 17 grâce à six essais inscrits.
Après dix saisons passées à Perpignan et 127 matchs, Lucas Bachelier rejoint le RC Narbonne en juillet 2025.

## Palmarès

### En club
- Vainqueur du Championnat de France de 2e division en 2018 et 2021 avec l'USA Perpignan.

### En équipe nationale
- Vainqueur du Tournoi des Six Nations en 2014 avec l'équipe de France des moins de 20 ans.